# Leo Frederiksen
Leo Frederiksen (født 30. august 1894 i Nakskov, død 3. november 1969 i Hellerup) var en dansk landsretssagfører, fodboldspiller og idrætsleder. 
Han blev danmarksmester med AB i 1919, hvor han var en stor og tung forsvarsspiller. Han var formand for KBU fra 1926-1931 og for DBU fra 1940-1948. Han var også vicepræsident for FIFA. Senere blev han formand for Danmarks Idræts-Forbund (DIF) fra 1947-1962 og for Danmarks Olympiske Komité 1957-1965. I sin første tid som formand for DIF medvirkede han til oprettelsen af Dansk Tipstjeneste. Han blev den første ærespræsident af DIF.